# Будде Євгеній Федорович
Євген Федорович Будде (13 (25) грудня 1859, Георгіївка, Єлисаветградський повіт, Херсонська губернія — 31 Липня 1931, ВТТ-1 Казань) — російський професор Східно-педагогічного інституту Казанського державного університету, філолог-славіст, мовознавець. Член-кореспондент Петербурзької академії наук по відділенню російської мови і словесності (з 3 грудня 1916).

## Біографія
Євген Будде народився в сім'ї вихованця Головного педагогічного інституту (вип. 1853 р.), вчителя історії 2-ї Одеської гімназії Ф. Е. Будде. Початкову освіту отримав в Москві: навчався спочатку в 5-й, потім в 6-й Московській гімназії, де і отримав атестат в травні 1879 року.
Вступив в Петербурзький історико-філологічний інститут, але через хворобу в 1880 році був змушений виїхати в Одесу, де 8 лютого 1881 року був зарахований на перший курс історико-філологічного факультету Новоросійського університету. Закінчивши університент в 1884 році, зі ступенем кандидата і з золотою медаллю за твір на тему: «Синайська глаголиця. Требник. Порівняльний огляд письма та мови», 7 листопада 1884 року вступив на службу вчителем російської мови і словесності в 2- у Кишинівську гімназію. У серпні 1886 року був переведений вчителем в 1-у Одеську прогімназію. До серпня 1889 року працював в Одесі вчителем чоловічих і жіночих навчальних закладах, приватних і казенних. Як професорський стипендіат університету в серпні 1889 року відряджений на два роки для заняття російською мовою і порівняльним мовознавством в Московський університет.
У 1891 році, вже ставши вчителем російської мови і словесності в Скопинському реальному училищі, витримав магістерський іспит по кафедрі російської мови і словесності в Московському університеті. Після прочитання двох пробних лекцій був удостоєний звання приват-доцента.
У 1892 році захистив у Москві магістерську дисертацію на тему: «До діалектології великоруських прислівників. Дослідження особливостей Рязанського говору».
У серпні 1893 року призначений приват-доцентом по кафедрі російської мови і словесності в Казанський університет. У 1896 році захистив докторську дисертацію в Московському університеті на тему: «До історії великоруських говорів».
У 1894 році був призначений виправним посади екстраординарного професора в Казанський університет, а в 1897 році затверджений на цій посаді. Того ж року став лауреатом малої Ломоносовської премії.
За даними «Меморіалу» був заарештований 16 липня 1931 року; йому пред'явлено стандартне на той час звинувачення за ст.58-11. Помер 31 липня 1931 в місті Казань, під час слідства, в ВТТ-1. Реабілітований 21.9.2000.
Син — Будде Борис Євгенович.